# Georg-Simon-Ohm-Preis
Der Georg-Simon-Ohm-Preis ist eine Auszeichnung, die seit 2002 jährlich von der Deutschen Physikalischen Gesellschaft (DPG) für „eine hervorragende, kürzlich abgeschlossene und grundsätzlich der Öffentlichkeit zugängliche Arbeit eines Studenten oder einer Studentin der physikalischen Technik oder verwandter Studiengänge an Fachhochschulen“ verliehen wird. Diese Auszeichnung ist dem deutschen Physiker Georg Simon Ohm gewidmet. Sie besteht aus einer Urkunde und einem Preisgeld in Höhe von 1.500 Euro.

## Einordnung
Der Georg-Simon-Ohm-Preis ist einer der Preise, die von der Deutschen Physikalischen Gesellschaft verliehen werden. Die ausgezeichneten Arbeiten decken ein breites Spektrum an Forschung ab, von der Umwelttechnik über Astronomie, Ultrakurzzeitphysik bis hin zu Plasmaphysik und Medizintechnik. Über die Arbeit an der eigenen Hochschule hinaus sind oft auch außeruniversitäre Forschungseinrichtungen in die ausgezeichneten Projekte einbezogen. Die Einrichtung und Satzung des Preises wurde vom Vorstandsrat der DPG beschlossen. Dieser wählt die Mitglieder der Preiskommission, welche eine Vorschlagsliste erarbeitet. Der Beschluss zur Verleihung des Preises obliegt dem DPG-Vorstand. Weitere Preise der DPG sind zum Beispiel der Gustav-Hertz-Preis, der Hertha-Sponer-Preis, Max-Born-Preis, Gentner-Kastler-Preis und der Walter-Schottky-Preis.

## Preisträger
- 2002: Thomas Zentgraf
- 2003: Christian Peth
- 2004: Stefani Dokupil – FH Münster
- 2005: Liane Herbst – Hochschule Coburg, Bundesforschungsanstalt für Landwirtschaft
- 2006: Samuel Brantzen – FH Wiesbaden (Hochschule RheinMain), Max-Planck-Institut für Polymerforschung
- 2007: Stephanie Tümmel – Hochschule Hildesheim/Holzminden/Göttingen (HAWK)
- 2008: Karoline Schäffner – Hochschule München (HM), CRESST, Max-Planck-Institut für Physik
- 2009: Christoph Gerhard – Hochschule Hildesheim/Holzminden/Göttingen (HAWK)
- 2010: Jan Mathis Kaster – FH Aachen, Fraunhofer-Institut für Angewandte Festkörperphysik
- 2011: Cornelia Schultz – INFN Padua, Max-Planck-Institut für Physik, MAGIC-Teleskope
- 2012: Christian Schnabel – Technische Universität Dresden (TUD)
- 2013: Magdalena Rohrbeck – Universität Koblenz-Landau, Mainzer Mikrotron
- 2014: Andrej Krimlowski – Technische Hochschule Wildau, Deutsches Zentrum für Luft- und Raumfahrt
- 2015: Maik Schönfeld – Westsächsische Hochschule Zwickau
- 2016: Lars Lötgering – Hochschule Koblenz, RheinAhr Campus Remagen
- 2017: Moritz Kopetzki – Hochschule München (HM)
- 2018: Toni Hache – Helmholtz-Zentrum Dresden-Rossendorf
- 2019: Robin Yoël Engel – Hochschule Emden/Leer, Carl von Ossietzky Universität Oldenburg
- 2020: David Scholz – Technische Hochschule Deggendorf
- 2021: Jost Herkenhoff – Hochschule Bremen (HSB)
- 2022: Luis Azevedo Antunes – Hochschule München (HM)
- 2023: Marvin Edelmann – Universität Hamburg / DESY (Hamburg)
- 2024: Jan Lützelberger – Hochschule Coburg
- 2025: Annika Janßen – Technische Hochschule Nürnberg